# Josef Janeba (pilot)
Josef Janeba (4. února 1915 Blešno – 2. května 1942 Fairwood) byl český pilot 312. československé stíhací perutě RAF a oběť druhé světové války.

## Život

### Před druhou světovou válkou
Josef Janeba se narodil 4. února 1915 v Blešně na Královéhradecku v rodině Františky a Josefa Janebových. Po návratu otce z italské fronty se s rodiči přestěhoval do Věkoší a v roce 1924 do Pouchova. Zde vychodil mezi lety 1921 a 1926 pět tříd obecné školy (první ročníky docházel z Věkoší) a mezi lety 1926 a 1929 dva roky školy měšťanské v Hradci Králové. Byl členem Sokola. Mezi lety 1933 a 1935 studoval na dvouleté Státní průmyslové škole strojnické v Pardubicích a stal členem místního aeroklubu. Na základě akce 1000 nových pilotů republice získal pilotní průkaz pro turistická letadla. Následně nastoupil prezenční vojenskou službu a na základě již dosažené kvalifikace a zájmu byl zařazen do školy pro odborný dorost letectva v Prostějově, kde se vzdělával do roku 1937. Též absolvoval armádní pilotní výcvik. Do 1. dubna 1939 poté sloužil v Leteckém pluku 4 v Hradci Králové, krátký čas i na letišti Kbely.

### Druhá světová válka

#### Francie
Po německé okupaci v březnu 1939 a rozpuštění Československé armády začal Josef Janeba pracovat v pardubické firmě Josefa Prokopa synové. Dne 19. června 1939 společně s dalšími opustil ilegálně Protektorát Čechy a Morava a přes Polsko odešel do Francie, kde byl v Paříži prezentován 2. října 1939 ve zde vznikající československé zahraniční jednotce. Dne 10. září téhož roku byl přijat do francouzského letectva a do 1. prosince prodělával v Chartres výcvik na tamní leteckou techniku. Poté byl zařazen do stíhací skupiny II/5. v Toulu a začal operačně létat na strojích Curtiss P-36 Hawk. Dne 2. března 1940 se stal prvním československým pilotem, kterému byl přiznán sestřel. Ve spolupráci s dalšími dvěma piloty napadl průzkumný stroj Dornier Do 17P, který ovšem ve skutečnosti pouze lehce poškozený prchl nad území Belgie. Na své konto si zapsal celkově 1,5 sestřeleného nepřátelského stroje, sám byl dvakrát sestřelen, ale přežil.

#### Spojené království
Po pádu Francie se během léta 1940 Josef Janeba evakuoval přes Casablancu a Gibraltar do Spojeného království, kde ke 14. srpnu vstoupil do Royal Air Force a do 19. září absolvoval přeškolení na britskou techniku. Poté byl zařazen do 312. československé stíhací perutě, ve které 28. října 1940 absolvoval svůj první operační turnus. Do 27. března 1942 působil po vyškolení jako letecký instruktor, poté nastoupil opět k 312. peruti ke druhému operačnímu turnusu. Dne 2. května 1942 se jeho stroj Supermarine Spitfire Mk.VB BL470 DU-J na letišti ve Fairwoodu u Swansea srazil během startu k operačnímu letu se strojem Františka Vaculíka a Josef Janeba zahynul. Po vyšetřování byl označen za viníka srážky s tím, že byl zřejmě oslněn sluncem. Pohřben byl na hřbitově u kostela St. Hillary v Killay u Swansea. Na jeho kontě byla zaznamenána dvě jistá vítězství ve spolupráci.

## Ocenění

### Vyznamenání včetně in memoriam
- Croix de guerre
- 2x Československý válečný kříž 1939
- Československá medaile Za chrabrost před nepřítelem
- Pamětní medaile československé armády v zahraničí

### Povýšení in memoriam
- Josef Janeba byl in memoriam v roce 1947 povýšen do hodnosti poručíka a v roce 1991 do hodnosti plukovníka